# Иуда возвращает 30 сребреников
«Иуда возвращает 30 сребреников» — картина голландского художника Рембрандта, которая сейчас находится в замке Малгрейв в Лите, Северный Йоркшир. В ней рассказывается история из Евангелия от Матфея 27: 3: «Тогда Иуда, который предал его, когда увидел, что он осужден, покаялся и снова принес тридцать сребреников первосвященникам и другим людям».
Написана в 1629 году, когда художник работал в Лейдене. Картина является одной из самых ранних работ Рембрандта. Около 1630 года Константейн Хёйгенс написал анализ Иуды из картины, утверждая, что Рембрандт превзошел художников античности, а также великих итальянских художников XVI века, когда дело дошло до представления эмоций, выраженных фигурами, которые действуют в история живописи.
Современники особенно ценили картину за жестокие эмоции, которые можно увидеть в жестах и выражениях лица измученной фигуры Иуды. По сравнению с роскошной одеждой и мебелью первосвященников Иуда кажется бедным и обеспокоенным своей совестью. Его щеки покрыты слезами, а голова покрыта кровью, потому что он выдернул волосы. Работа Рембрандта «Возвращение блудного сына» продолжает тему антигероя, раскаяние которого становится ключевым посланием картины.

## Галерея

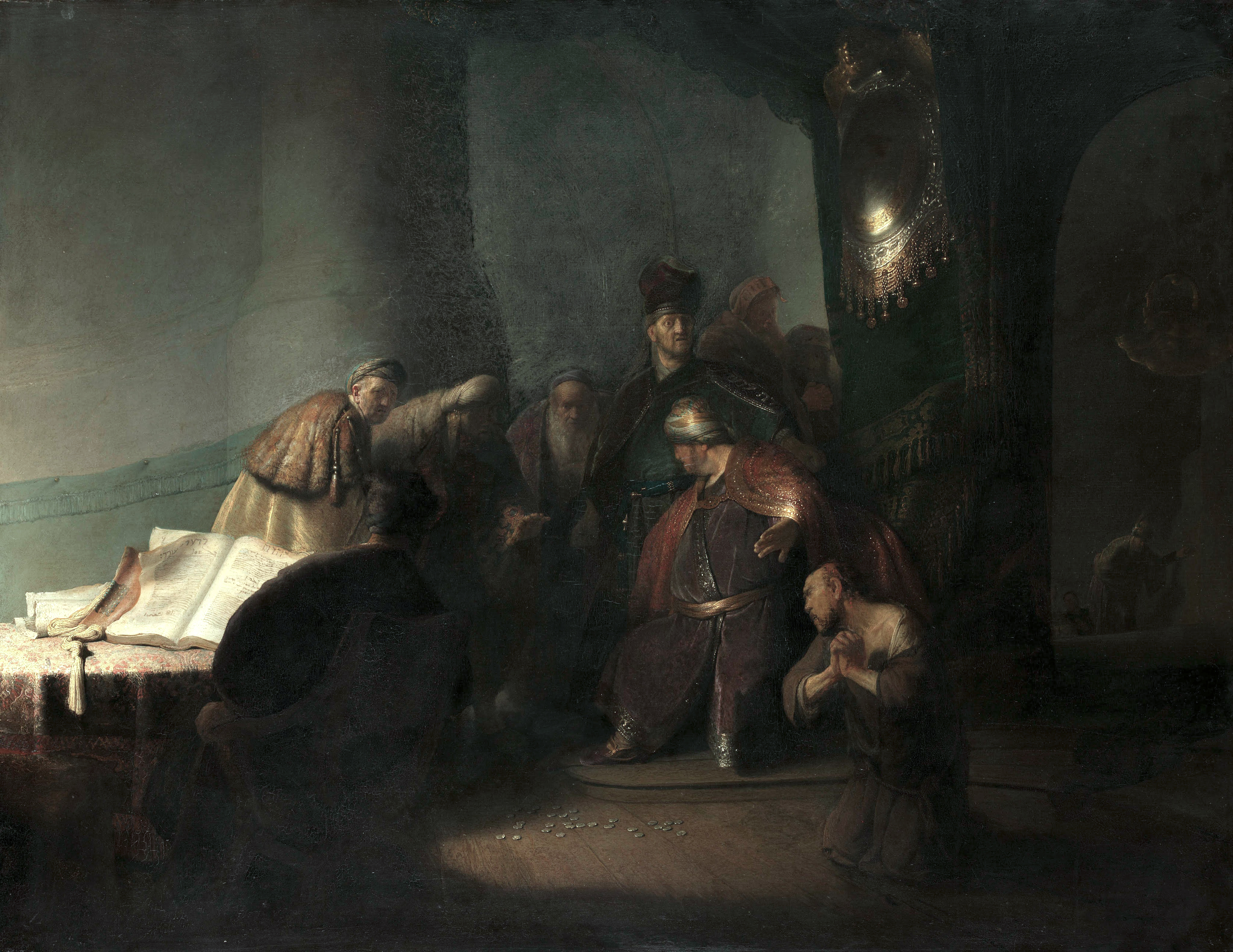
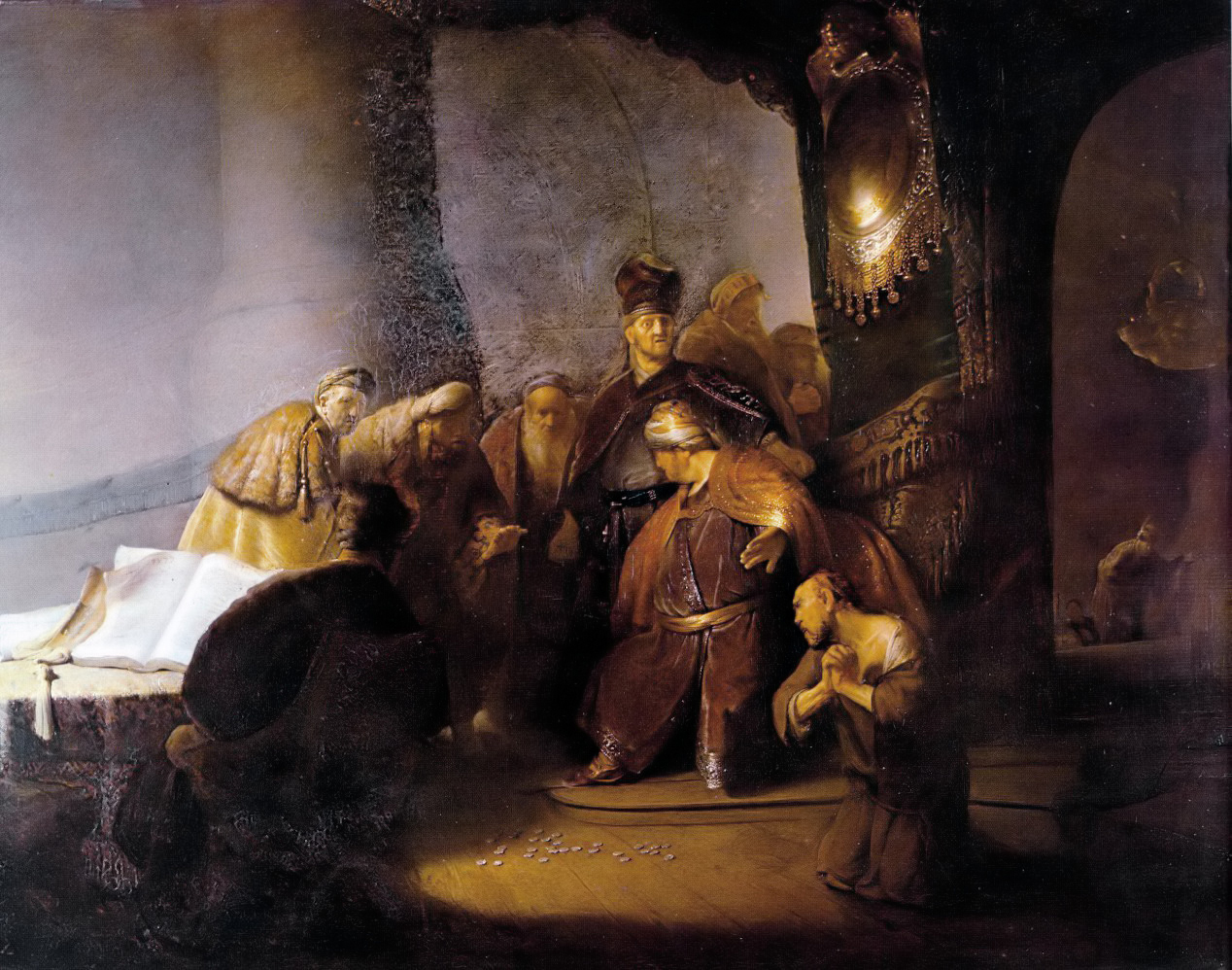
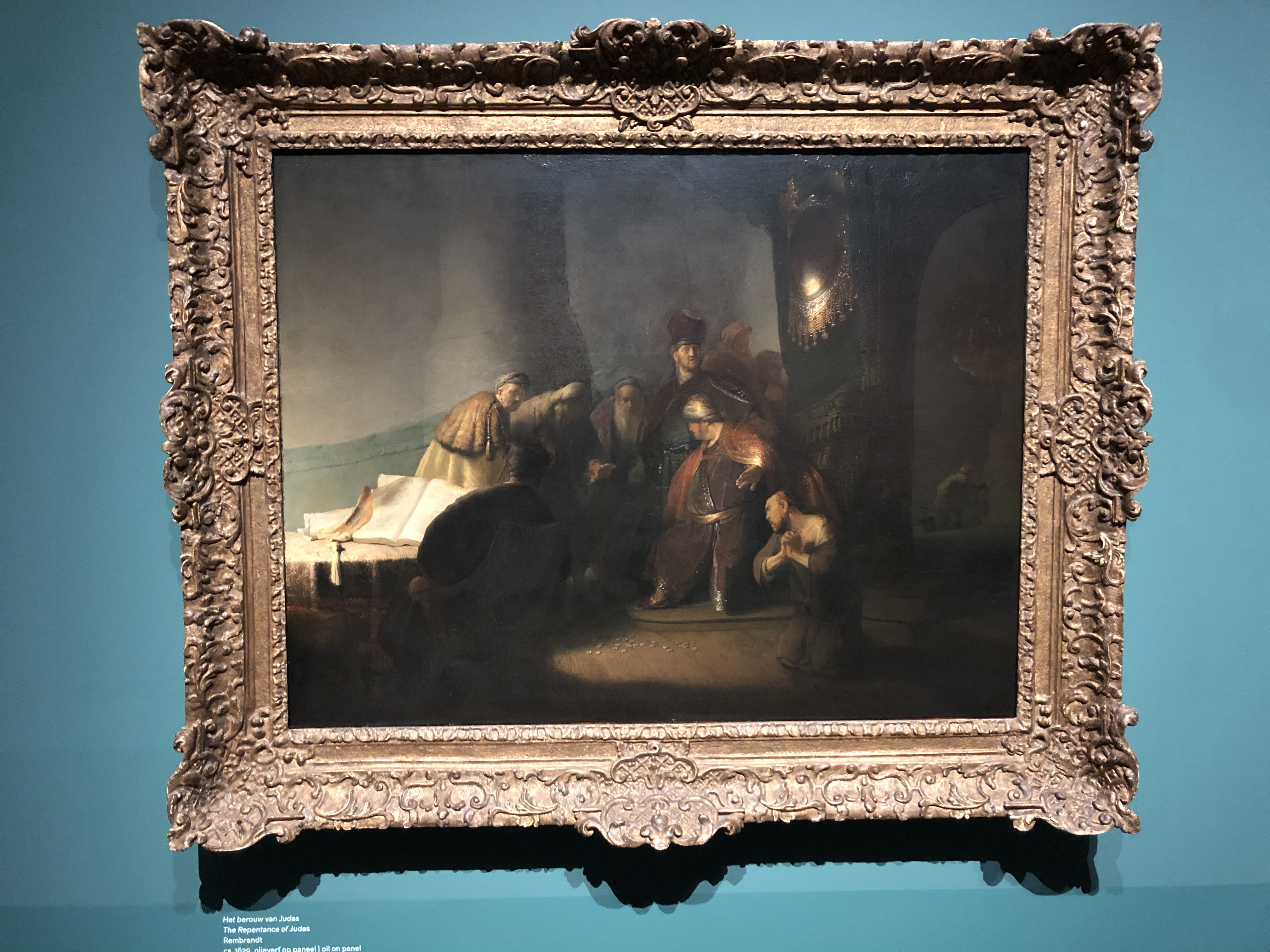